# Catasetum barbatum

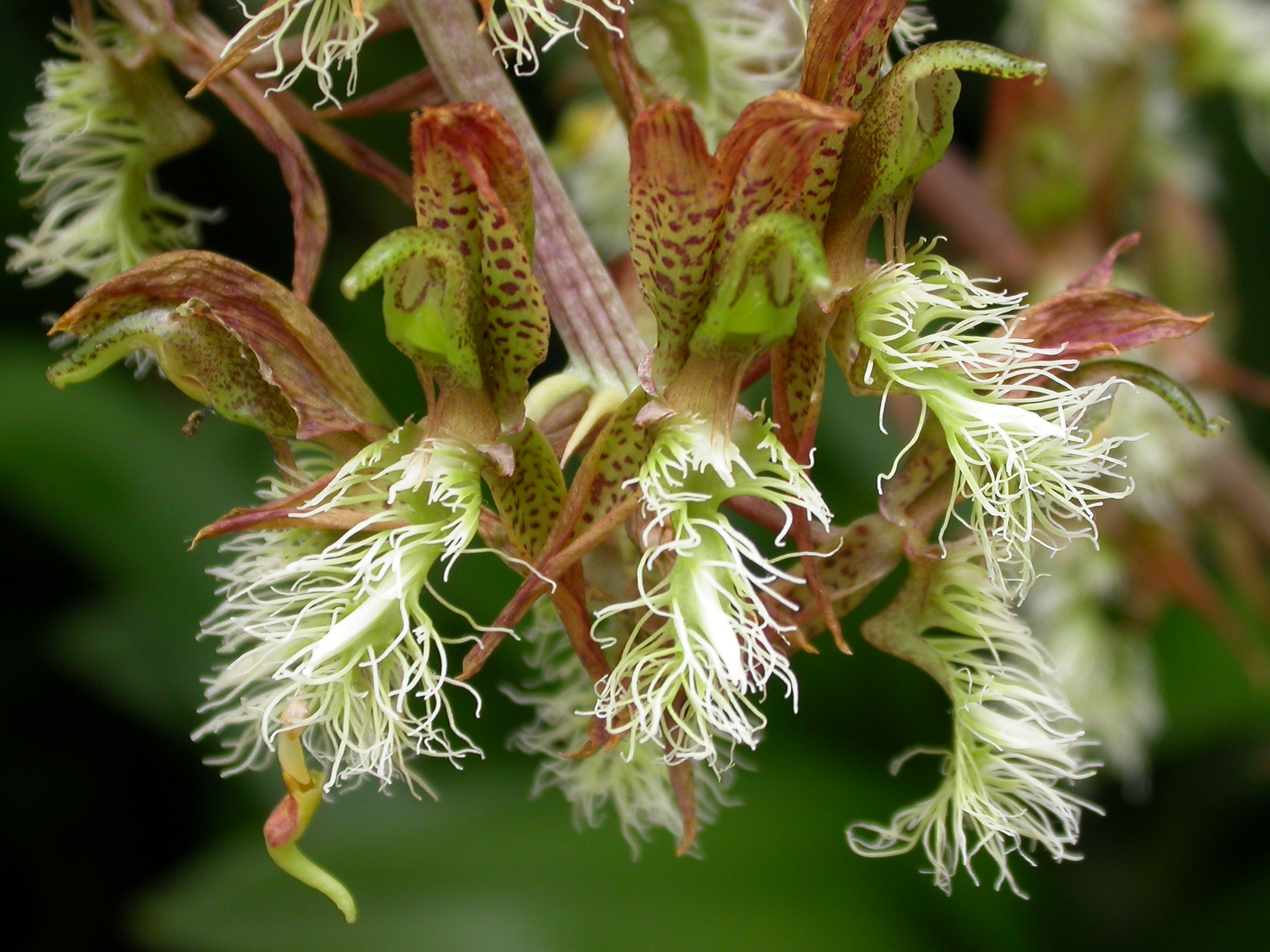
Catasetum barbatum

Catasetum barbatum (tên tiếng Anh là Bearded Catasetum) là một loài phong lan.
 Tư liệu liên quan tới Catasetum barbatum tại Wikimedia Commons

## Hình ảnh

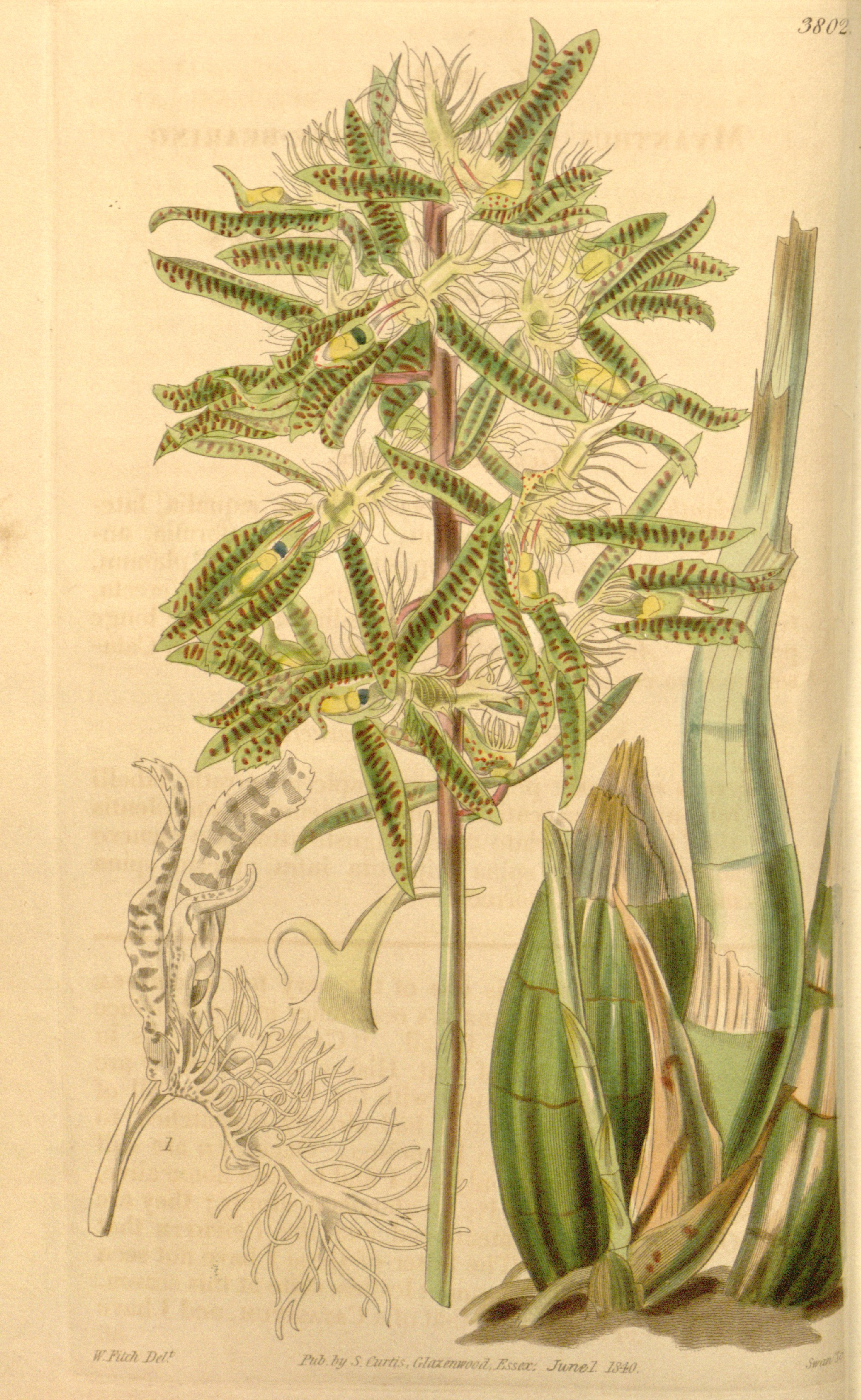
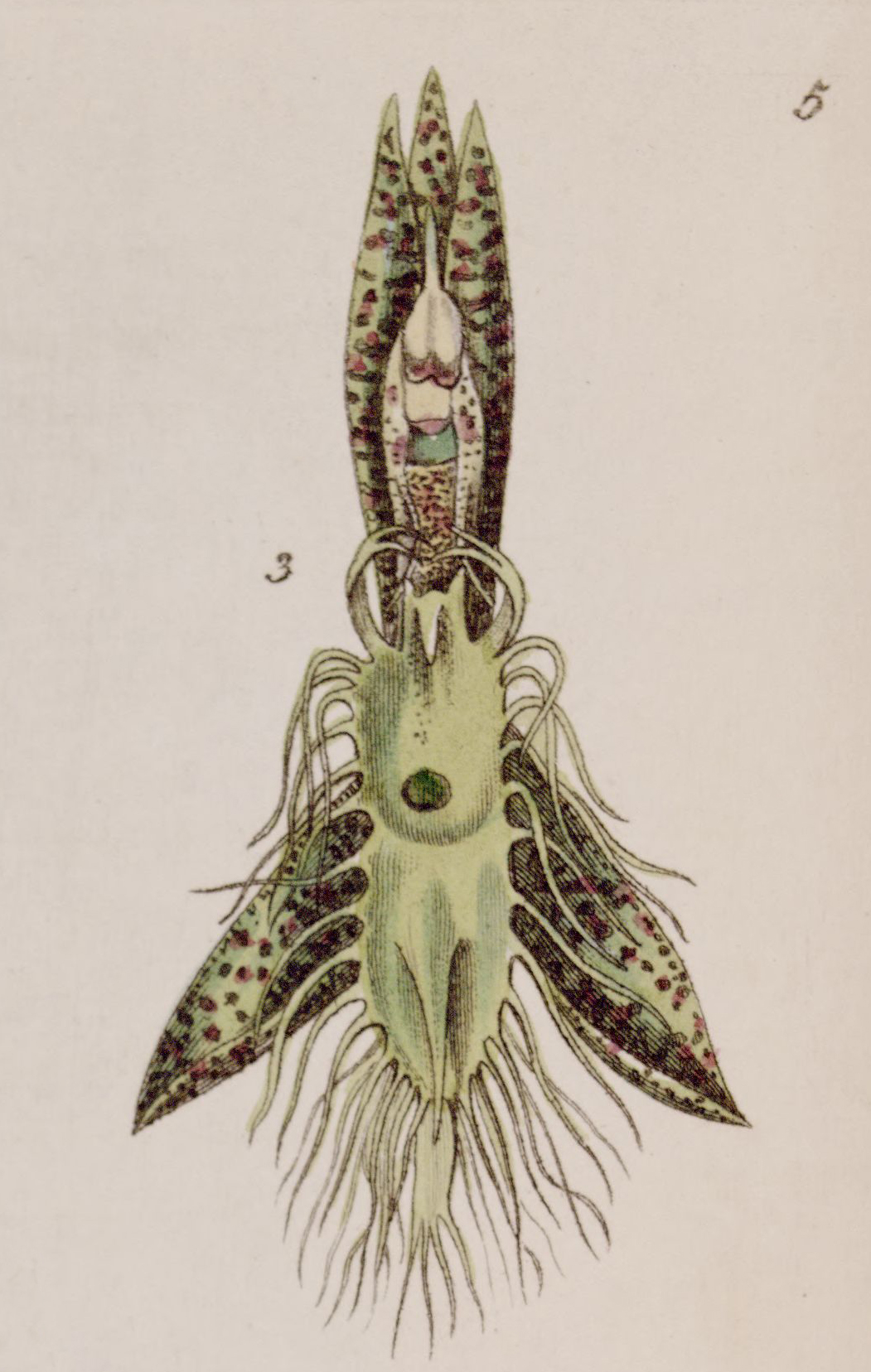
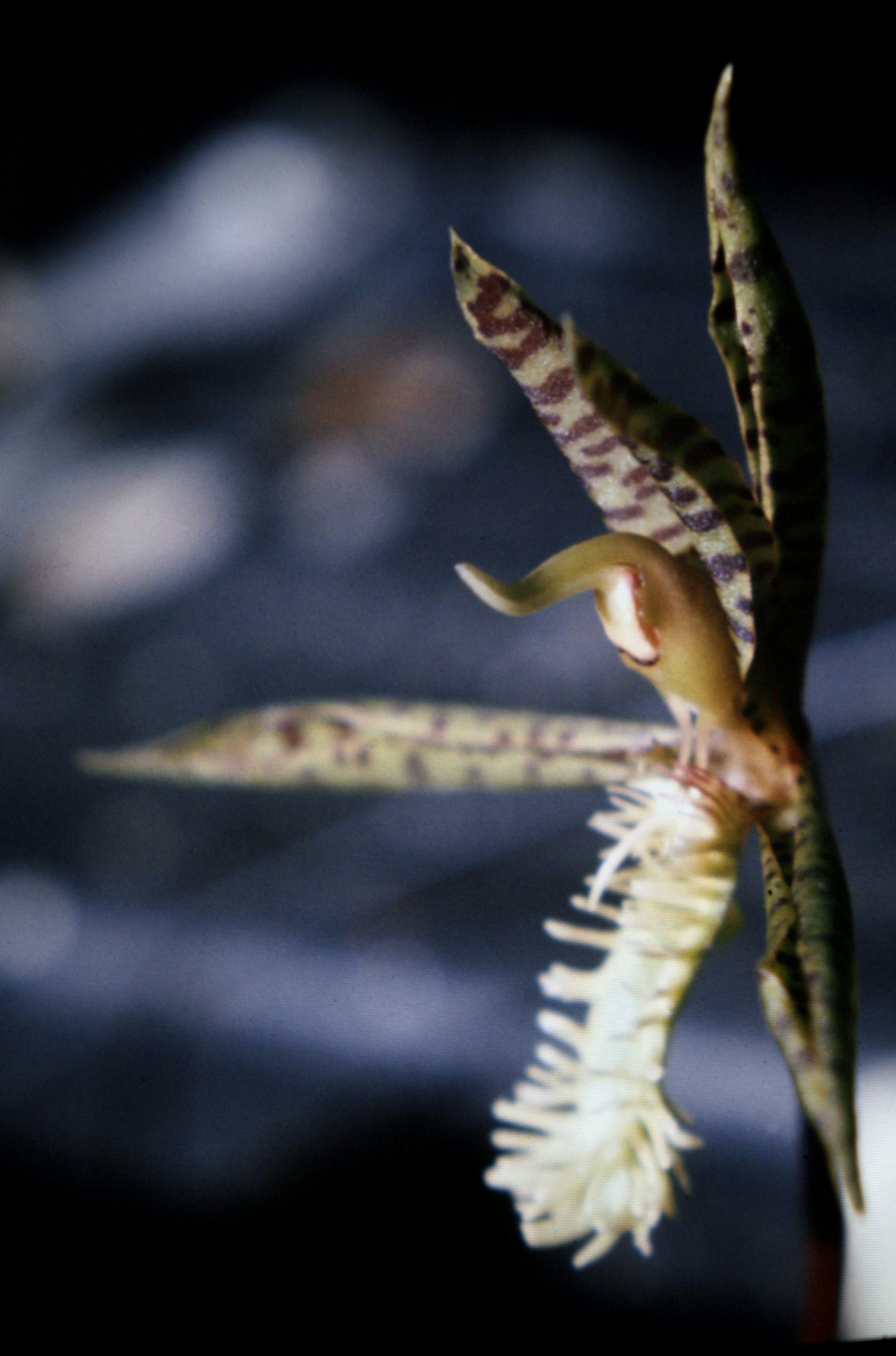
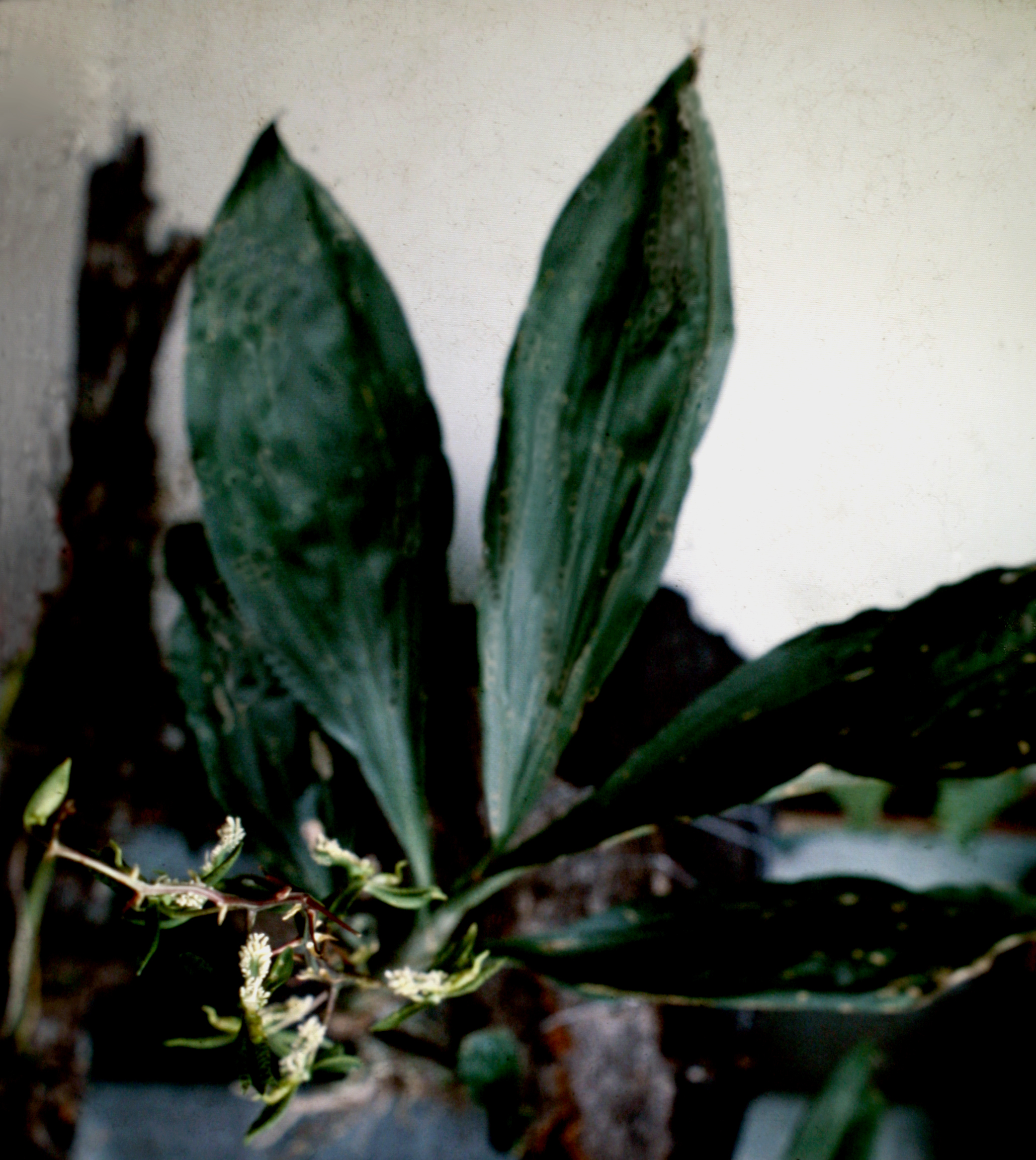